# Nefi Ogando
Pour les articles homonymes, voir Ogando.
Nefi Ismael Ogando (né le 3 juin 1989 à Saint-Domingue en République dominicaine) est un lanceur de relève droitier des Marlins de Miami de la Ligue majeure de baseball.

## Carrière
Nefi Ogando signe son premier contrat professionnel le 14 juin 2010 avec les Red Sox de Boston. Il joue la saison 2010 en République dominicaine avec un club affilié aux Red Sox puis en rejoint un autre, cette fois aux États-Unis, dès 2011. Après 4 saisons de ligues mineures dans l'organisation des Red Sox, il est le 31 août 2013 échangé aux Phillies de Philadelphie contre John McDonald, un joueur de champ intérieur.
Ogando fait ses débuts dans le baseball majeur avec Philadelphie le 9 septembre 2015 face aux Braves d'Atlanta.
Il est réclamé au ballottage par les Marlins de Miami le 2 décembre 2015.